# Pilea inaequalis
Pilea inaequalis är en nässelväxtart som först beskrevs av Antoine Laurent de Jussieu och Jean Louis Marie Poiret, och fick sitt nu gällande namn av Hugh Algernon Weddell. Pilea inaequalis ingår i släktet pileor, och familjen nässelväxter. Inga underarter finns listade i Catalogue of Life.